# Stazione di Cangiani
La stazione di Cangiani è una stazione della ferrovia Circumvesuviana, sita presso l'omonima frazione del comune di Boscoreale.
Si trova sulla ferrovia Napoli-Pompei-Poggiomarino.

## Strutture e impianti
La stazione, sita in via Cangiani, che dà il nome all'omonima frazione, dispone di un fabbricato viaggiatori con sala di attesa e biglietteria, è munita di un solo binario dedicato al servizio sia in direzione Poggiomarino e Sarno sia in direzione Napoli Porta Nolana. Nel corso della sua evoluzione, la stazione ha visto la rimozione di una rampa di scale per l'accesso al binario, dislocato a lato sinistro del passaggio a livello.

## Movimento
La maggior parte del volume di traffico presso la stazione avviene nelle ore mattutine, a causa dell'elevato afflusso di studenti e pendolari.

## Servizi
La stazione dispone di:
- Servizi igienici